# Comuna de Jarocin
Jarocin (polaco: Gmina Jarocin) é uma gminy (comuna) na Polónia, na voivodia de Subcarpácia e no condado de Niżański. A sede do condado é a cidade de Jarocin.
De acordo com os censos de 2005, a comuna tem 5510 habitantes, com uma densidade 60,9 hab/km².

## Área
Estende-se por uma área de 90,43 km², incluindo:
- área agricola: 55%
- área florestal: 40%

## Demografia
Dados de 30 de Junho 2004:
|                      | Total   | Total | Mulheres | Mulheres | Homens  | Homens |
| -------------------- | ------- | ----- | -------- | -------- | ------- | ------ |
|                      | pessoas | %     | pessoas  | %        | pessoas | %      |
| População            | 5361    | 100   | 2677     | 49,9     | 2684    | 50,1   |
| Densidade (pop./km²) | 59,3    | 100   | 29,6     | 29,6     | 29,7    | 29,7   |

De acordo com dados de 2002, o rendimento médio per capita ascendia a 1282,09 zł.

## Subdivisões
- Domostawa, Golce, Jarocin, Katy, Kutyły, Majdan Golczański, Mostki, Szyperki, Szwedy, Ździary.

## Comunas vizinhas
- Harasiuki, Janów Lubelski, Pysznica, Ulanów